# Коневичи (Братунац)
Коневичи (серб. Коњевићи / Konjevići) — село в общине Братунац Республики Сербской Боснии и Герцеговины. Население составляет 264 человека по переписи 2013 года.

## Население[3]
По данным на 1991 год, в селе проживали 998 человек, из них:
- 975 — бошняки,
- 8 — сербы,
- 4 — югославы,
- 11 — представители иных национальностей.